# François-Xavier Lafrance
Pour les articles homonymes, voir Lafrance.
François-Xavier Lafrance (né le 26 février 1814 à Québec, mort le 27 novembre 1867 à Barachois), était un prêtre et un éducateur canadien.

## Biographie
François-Xavier-Stanislas Lafrance naît le 26 février 1814 à Québec. Il est le fils de Louis-Charles Hianveu (Hyanveux), dit Lafrance, relieur, et de Marie-Angélique-Émilie McDonell (McDonald).
Il est ordonné prêtre à Rustico le 2 avril 1841.
Il s'implique dans la fondation du lazaret de Tracadie.
Il fonde le collège Saint-Thomas, à Memramcook, en 1854 ; il doit fermer en 1862 en raison du manque du soutien de l'évêque.
Il devient curé de Barachois, désormais un quartier de Beaubassin-Est, en 1864. Il meurt le 27 novembre 1867.